# Carl Joachim Friedrich
Pour les articles homonymes, voir Carl Friedrich et Friedrich.
Carl Joachim Friedrich, né le 5 juin 1901 à Leipzig, mort en 1984, est un politologue d'origine allemande, naturalisé américain. Ses écrits sur le droit et la théorie politique font de lui l'un des plus éminents politologues dans l'après-Seconde Guerre mondiale. Il a été particulièrement influent sur la question du totalitarisme.

## Biographie
Fils d'un professeur de médecine renommé et d'une comtesse prussienne, Carl Friedrich bénéficie d'une formation universitaire classique et élitiste. Il a pour professeur Alfred Weber, le frère de Max Weber, à l'Université de Heidelberg. Il y obtient son diplôme, après une brève période de travail dans les mines de charbon belges, en 1925. Il se déplace pour la première fois aux États-Unis en tant que fondateur et président du German Academic Exchange Service. Il rencontre sa future épouse, Lenore Pelham, étudiante au Rockford College, près de Chicago.  
Il démarre ensuite une brillante carrière à l'université Harvard, où il devient professeur de science politique en 1936. Auteur d'une trentaine d'ouvrages (et éditeur d'une vingtaine de volumes supplémentaires), il a aussi été très actif dans les années 1930 pour rapatrier vers les États-Unis des universitaires, des avocats et des journalistes juifs de l'Allemagne nazie et d'autres régimes fascistes. 
Après la Seconde Guerre mondiale, il soutient la dénazification dans la zone américaine de l'Allemagne occupée. Il est aussi impliqué dans la création de la Loi fondamentale de la République fédérale d'Allemagne, ainsi que dans la Déclaration d'indépendance de l'État d'Israël. Entre 1954 et 1966, il enseigne conjointement à Harvard et à Heidelberg, jusqu'à sa retraite en 1971. Pendant sa retraite, il enseigne aussi à l'Université de Manchester et à l'université Duke, entre autres. Il a formé des politologues d'ampleur comme Judith Shklar et Benjamin Barber.

## Idées
Selon Klaus von Beyme, les théories politiques de Friedrich se concentrent sur « la création et la préservation d'institutions robustes ». Son travail a influencé l'écriture de la constitution allemande. 
Carl Friedrich a prédit le cadre théorique de l'Union européenne et pensait, à partir de ses travaux sur le totalitarisme, que les États-Unis évolueraient vers un système dictatorial autour de l'an 2000.[réf. souhaitée]
Carl Friedrich a notamment développé 6 critères du totalitarisme : 
- Une idéologie officielle embrassant la totalité de la vie
- Un parti unique de masse mettant en œuvre cette idéologie et soumis à la volonté d'un seul
- Un contrôle policier terroriste dirigé par une police secrète
- Un pouvoir monopolisant les moyens de communication de masse
- Un pouvoir monopolisant les instruments de violence
- Un pouvoir contrôlant les organisations, notamment les structures économiques afin de mettre en œuvre une planification et un contrôle centralisé de l'économie.

## Œuvres
- (en) The Age of the Baroque : 1610-1660, New York, Harper & Row, 1952.
- (en) (éd.), Totalitarianism : Proceedings of a Conference Held at the American Academy of Arts and Sciences, Cambridge, Harvard University Press, 1954.
- (en) avec Zbigniew Brzezinski, Totalitarian Dictatorship and Autocracy, Cambridge, Harvard University Press, 1956.
- (en) Man and His Government : An Empirical Theory of Politics, New York, McGraw-Hill, 1963.
- (en) Tradition and Authority, Oxford University Press, 1972.
- (fr) Pouvoir et fédéralisme, recueil de textes traduits par G. Demelemestre, Classiques Garnier, 2013.